# خلوط

الخلوط (الخلط) قبيلة عربية مغربية، من قبائل جهة الغرب الشراردة بني احسن، تقع مدينة العرائش في أراضيها، وتحدها شرقا بني جرفط وقبيلة أهل سريف وقبيلة أهل سرسار وقبيلة مصمودة، وشمالا قبيلة الغربية وقبيلة الساحل، وغربا ساحل المحيط الأطلسي، وجنوبا قبيلة سفيان.

## نسب القبيلة ومكوناتها
يرجع أصل قبيلة الخلوط إلى عرب بني عامر بن صعصعة، فهم بنو المنتفق بن عامر بن عقيل بن كعب بن ربيعة بن عامر بن صعصعة، ذكرهم الحسن الوزان  في كتابه وصف إفريقيا صفحة 50: «يسكن المنتفق سهل أزغار ويعرفون اليوم بالخلط ويؤدون الخراج كذلك لملك فاس. ويقدر عددهم بثمانية آلاف فارس مجهز أحسن تجهيز».
و تسمية الخلط جاءت من اختلاط بني عوف وبني معاوية ابني المنتفق بن عامر. قال أبو الحسن علي بن عبد العزيز الجرجاني: «الخلط بنو عوف وبنو معاوية ابني المنتفق بن عامر بن عقيل بن كعب بن ربيعة بن عامر بن صعصعة المذكور في الأنساب المتقدمة»
تشارك اليوم قبيلة الخلوط في ترابها بعض بطون غمارة وهي امتدادات للقبائل المجاورة وقبيلة طليق أحد بطون قبيلة حميان الهلالية، كانت تسكن مع فرعها الأم أحواز مدينة فاس، فنقلها السلطان مولاي سليمان العلوي إلى تراب قبيلة الخلوط لقطع شغب أهلها وفتنهم.

## تاريخ القبيلة
دخل المنتفق المغرب الأقصى في جملة العرب الذين أدخلهم المنصور الموحدي بعد انتصاره على ابن غانية بتونس، وأنزلهم بمنازلهم الحالية، فهم في سهل أزغار (منطقة الغرب الشراردة بني احسن الحالية) منذ ذلك الحين.
يستعرض صاحب الاستقصا في تقصي أخبار الخلط وعلاقتهم بالسلطة الحاكمة بالمغرب التي عرفت مدا وزجرا خلال العصر الموحدي والمريني والوطاسي إلى أن يصل إلى العصر السعدي فيقول:«ولم يزل الأمر كذلك إلى دولة السلطان أبي العباس أحمد المنصور السعدي المعروف بالذهبي فرأى جلاد الخلط وقتالهم يوم وادي المخازن وبلائهم البلاء الحسن فاختار النصف منهم وردهم إلى الجندية وأبقى النصف الآخر في غمار الرعية ونقلهم إلى أزغار فاستوطنوه فعاتوا في البلاد وأكثروا فيها الفساد ومدوا أيديهم إلى أولاد مطاع فنهبوهم وضايقوا بني احسن فكثرت الشكاية بهم إلى المنصور السعدي فضرب عليهم مغرما سبعين ألفا فلم يزيدوا إلا شدة فضرب عليهم بعث إلى تكرارين من أرض الصحراء فامتنعوا من ذلك فبعث إليهم القائد موسى بن أبي جماده العمري فانتزع منهم الخيل وأبقاهم رجالة ثم حكم فيهم السيف فمزقهم كل ممزق ومن تم خمدت شوكتهم ولانت للغامز قناتهم ثم ختموا أعمالهم بفعلتهم الشنعاء التي ملأت الأفواه وأسالت من الجفون الأمواه وهي قتلهم ولي الله المجاهد في سبيله أبا عبد الله سيدي محمد العياشي المالكي»
و في موضع آخر يقول: «وفي سنة 1272 هـ التفت الخليفة سيدي محمد بن عبد الرحمان (العلوي) إلى عرب الخلط فاستعملهم في الجندية بعد أن كانوا في عداد القبائل الغارمة من لدن المنصور السعدي فاعتنى بهم الخليفة المذكور ونقلهم من بلاد سفيان وبني مالك وأحواز العرائش وأنزلهم بزقوطة ووادي مكس من أعمال مكناسة وكساهم وأجرى عليهم الجريات ثم اختل أمرهم بعد سنتين أو ثلاث»

## وصلات خارجية
http://www.alnssabon.com/forumdisplay.php?f=119